# Museo de Arte Contemporáneo Helga de Alvear
El Museo de Arte Contemporáneo Helga de Alvear (antes Centro de Artes Visuales Fundación Helga de Alvear) es un museo ubicado en Cáceres, España. En él se conserva la colección de la galerista Helga de Alvear y reúne la colección privada de arte contemporáneo más completa de Europa, con más de 3000 obras de artistas contemporáneos.
Está regido por la Fundación Helga de Alvear, entidad cultural sin ánimo de lucro que recibe el nombre de su dueña. Además, está apoyado por las instituciones –públicas y privadas—del Gobierno de Extremadura, la Diputación Provincial de Cáceres, el Ayuntamiento de Cáceres y la Universidad de Extremadura, además de otros miembros a título particular.

## Historia
La galerista intentó establecer la colección en diversas ciudades de España, entre ellas, Córdoba (de donde era su marido, Jaime de Alvear), Vigo o Granada. La propia Helga de Alvear cuenta cómo el proceso de encontrar emplazamiento fue complicado hasta que dio con Juan Carlos Rodríguez Ibarra, presidente de Extremadura en aquel entonces, que se mostró interesado en que las obras permaneciesen en Cáceres. En 2006 se crea la Fundación Helga de Alvear, mediante la que comenzó a gestionar su colección.
El 22 de enero de 2003, fruto de estas mencionadas conversaciones entre el entonces presidente de la Junta de Extremadura y Helga de Alvear, esta última confirmaba que sus obras de arte permanecerían en Cáceres. El interés por conservar la colección en la ciudad de Cáceres fue mutuo, por lo que se decidió que permanecería allí. Así, en esa misma confirmación de la galerista, ya se hizo público que la colección estaría albergada en el edificio de la Casa Grande, que probablemente abriría en 2004. Además, también se mencionó la previsión de hacer una fundación público-privada para gestionar el centro.
El 3 de junio de 2010 se inauguró el llamado Centro de Artes Visuales Fundación Helga de Alvear en Cáceres en su primera fase, en el edificio modernista rehabilitado por Emilio Tuñón y Luis Moreno Mansilla. Durante ese periodo como centro de artes visuales se llegaron a realizar catorce exposiciones que mostraban al público una parte de obras de arte en posesión de la galerista, con la exhibición de alrededor de 800 obras de su colección. En esos diez años, 1671 obras de 630 artistas distintos han podido verse en el Centro de Artes Visuales con casi 170 000 espectadores. Además, se cifran en 1504 las visitas guiadas o privadas y talleres realizados en la época.
En 2020 cambió su denominación de “centro de artes” a “museo”, pues museo y fundación habían pasado a compartir sede en un mismo edificio. Como anteriormente, en el museo se realizan exposiciones temporales, pero con el añadido de que algunas obras sí se pueden admirar de forma permanente en un edificio de nueva planta creado a medida para albergar la Colección.

## Edificios
Uno de los edificios que comprende este museo es la Casa Grande, construida en 1910 por el arquitecto Francisco de la Pezuela y Ramírez. La Universidad de Extremadura compró el inmueble en 1979 y lo cedió durante 50 años a la Junta de Extremadura. En 2010, fruto de los acuerdos anteriores entre la Junta de Extremadura y Alvear, comenzó a exponer parte de la colección de Helga de Alvear.

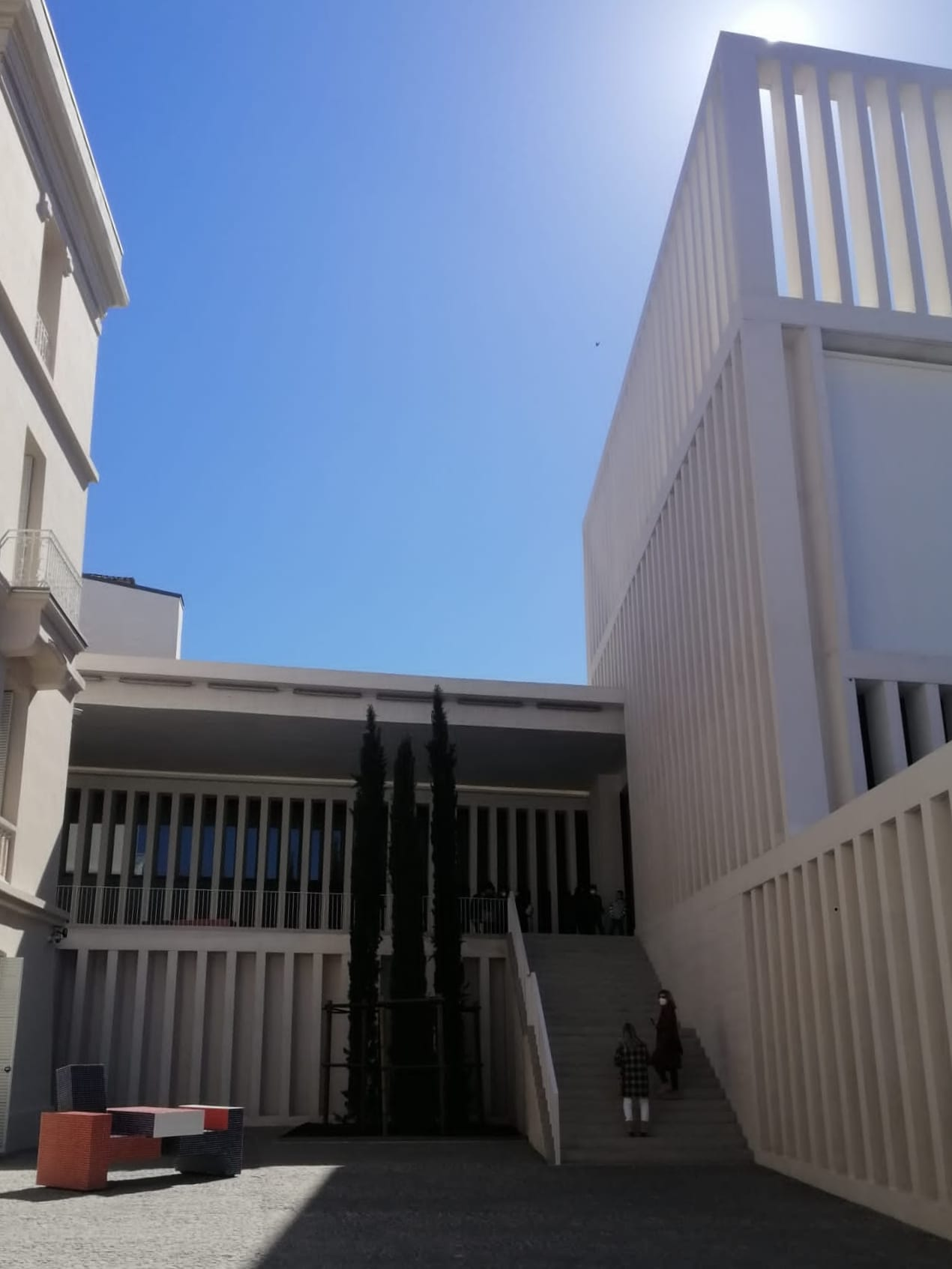
Fachada del nuevo edificio del Museo de Arte Contemporáneo Helga de Alvear realizado por el estudio de Tuñón Arquitectos

La decisión de que Cáceres fuese el lugar de emplazamiento definitivo del museo que expusiera y almacenara su colección frente a otros donde la galerista también ya tenía parte de sus obras se basó precisamente en el edificio. Otras opciones como San Sebastián o Granada ofrecían rehabilitaciones de edificios ya existentes, mientras que la ciudad extremeña sí incluía la posibilidad de un edificio nuevo en el que poder reunir todas sus piezas.
Para la construcción de este nuevo edificio se convocó en 2005 un concurso público que finalmente ganó el proyecto del estudio Mansilla + Tuñón Arquitectos. Este proyecto incluía la rehabilitación del edificio modernista de la Casa Grande y su ampliación de estilo contemporáneo con una nueva construcción. Este estudio se encargó de la restauración de la Casa Grande en su primera etapa y posteriormente se encargaría de la ampliación. En 2014 se presentó dicho proyecto, que pretendía ser una unión entre lo antiguo (el Cáceres histórico y Patrimonio de la Humanidad) y lo moderno y actual.
La idea para este edificio en su concepción fue reinstaurar el carácter de espacio de tránsito para el que una vez sirvió la zona de extramuros en la que se encuentra. Así, el reto a la hora de concebir este espacio fue el de salvar las distintas alturas a las que se encuentra el solar, que se ha conseguido, en parte, gracias a la cubierta transitable del nuevo edificio. De esta forma, la obra que concierne a la casa grande y su ampliación con una construcción anexa, convierte ambos espacios en una nueva forma de comunicación peatonal en la ciudad para dos espacios con distinta cota. La revista Arquitectura Viva ha descrito así este proyecto:

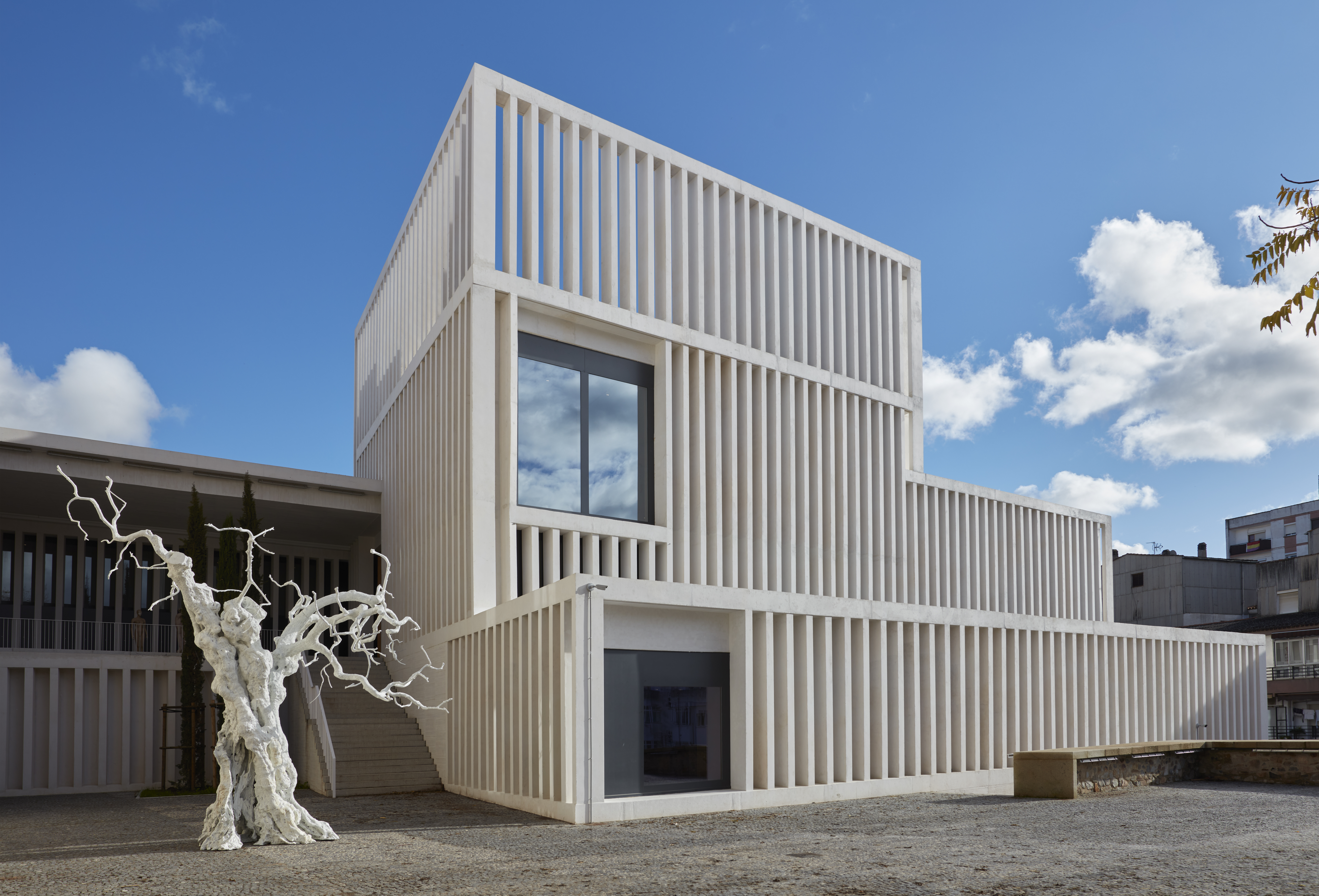
Vista exterior del Museo de Arte Contemporáneo Helga de Alvear

Del mismo modo en que el arte, antes privilegio de una élite, se torna accesible, el proyecto también quiere diluir el límite entre lo que es de todos y lo que es de unos pocos, articulando en los vacíos [...], una arteria pública que atraviesa, sin tocarla, la esfera de lo privado.
Este proyecto tenía una previsión de terminar la obra en 2017 e inaugurar el nuevo museo en 2018. Sin embargo, debido a una denuncia de un hotel colindante y a diversas dificultades, su inauguración se fue retrasando. Finalmente, esta se produjo tres años después de lo previsto, el 25 de febrero de 2021. El nuevo edificio del museo está erigido en hormigón blanco y formado en su exterior por 500 columnas blancas, algo característico de este autor. Cuenta con amplias galerías de cuatro metros y medio de altura y, además, existen tres salas más de nueve metros de altura para las obras de mayor envergadura.  Esta sensación de amplitud se concreta con el interior de yeso blanco y un suelo de estilo industrial. José María Viñuela ha sido el encargado de acondicionar el interior del museo, en el puesto de arquitecto-interiorista.
El museo pasaría de 3000 metros cuadrados de extensión a 5000, además de 8000 metros cuadrados de jardín. Esta significativa ampliación ha tenido un coste de 10 millones de euros, financiados a medias por Alvear y la Junta de Extremadura. El edificio elaborado por el estudio de Emilio Tuñón fue premiado con el Architecture MasterPrize y fue candidato al premio Mies van der Rohe de arquitectura.

## Colecciones
En el museo se hallan expuestas 200 de las alrededor de 3000 obras de más de 500 artistas de todo el mundo que conforman la colección de Helga de Alvear. Es una colección diversa la que se expone en el museo, pues en ella se encuentran trabajos de fotografía, vídeo e instalaciones, además de las artes plásticas.

### Artistas en exposición
Algunas de sus obras y artistas en exposición son:
- Hay una sala dedicada a Goya y a la primera edición de los Caprichos. Estos 80 facsímiles pertenecen a una de las ediciones más valiosas de los Caprichos, cuyos grabados se pueden ver encuadernados en el libro original en el propio museo. Este artista del siglo XVIII se incluye en una colección de arte actual porque Helga consideraba que Goya es el primer pintor contemporáneo y es relevante poder ver su influencia.[16][17][18]
- Con respecto a las vanguardias y post vanguardias del siglo XX, destacan artistas como Picasso, Kandinsky, Klee, Robert Motherwell o Josef Albers, unos de los primeros movimientos artísticos sobre los que de Alvear comenzó a coleccionar.[16][19]
- Pintores españoles de la segunda mitad del siglo XX, como Tàpies, Campano, Luis Gordillo o Carmen Laffón; especialmente del posfranquismo, por el cambio de tendencias que hubo en el arte.[16][19]
- Artistas pioneros como Barnett Newman en pintura, Joseph Beuys en escultura, Dan Flavin en el minimalismo o Nan Goldin en fotografía.[16][19]
- Artistas blue chip contemporáneos, como Ai WeiWei (del cual la artista tenía obras antes de su salto a la fama), Tacita Dean, Thomas Hirschorn o Elmgreen & Dragset.[16][19]
- Otros artistas contemporáneos del panorama nacional incluidos son Santiago Sierra, Cristina Iglesias, Ignasi Aballí o Daniel G. Andújar.[16]

### Obras destacadas
Algunas de las obras más importantes expuestas son:
- Descending Light, de Ai WeiWei
- Power Tools, de Thomas Hirschhorn
- Echo activity, de Olafur Eliasson
- Faux Rocks, de Katharina Grosse
- Expand Constantly, de Zhang Peili
- We the people, de Danh Vö